# 前期インブリウム代
| コペルニクス代     |
| エラトステネス代   |
| 後期インブリウム代 |
| 前期インブリウム代 |
| ネクタリス代       |
| 先ネクタリス代     |

前期インブリウム代（ぜんきインブリウムだい、Lower Imbrian Epoch）は、月の地質年代尺度の一つであり、38.5億年前（巨大隕石の衝突によって神酒の海が形成されたとき）から38億年前（現在の雨の海(Mare Imbrium)の場所に巨大隕石が衝突した時）までの時代を指す。雨の海に衝突した隕石が舞い上げた岩石は、後期インブリウム代の時代に堆積した。
月の地質学的タイムスケールでは、初期インブリア時代は38億5000万年前から約38億年前の間に発生した。それは、内部太陽系の後期重爆撃の終わりと重なっている。巨大な雨の海盆地を作り出した衝撃は、時代の初めに起こった。月の手前を支配する他の大きな盆地（危難の海、静かの海、晴れの海、豊満海、嵐の大洋など）もこの時期に形成された。これらの盆地は、主にその後の後期インブリウム時代に玄武岩で満たされていた。前期インブリウム代の前にはネクタリス代がある。

## 地球の地質時代のスケールとの関係
前期インブリウム代は、地質学上の証拠として地球が月の前期インブリウム代エポックが張る時から存在し、地上の非公式細分化として冥王代EON期に少なくとも一つの注目すべき科学的な作品で使用されてきた。